# 王徳
王 徳（おう とく、生没年不詳）は、中国の北魏から西魏にかけての軍人・政治家。字は天恩。本貫は代郡武川鎮。

## 経歴
529年、爾朱栄の下で元顥を討ち、河内を攻撃するにあたって、先頭に立った。功績により討夷将軍の位を受け、爵位は内官県子に進んだ。賀抜岳の下で万俟醜奴を討った。深沢県男の別封を受け、龍驤将軍・中散大夫の位を加えられた。534年、賀抜岳が侯莫陳悦に殺害されると、王徳は寇洛らとともに宇文泰を後継者に迎えた。征西将軍・金紫光禄大夫・平涼郡太守となった。王徳は書を知らなかったが、決裁に過ちがなく、王徳の治める平涼郡は涇州の5郡のうち最高の評価を受けた。
孝武帝が関中に入ると、王徳は帝を迎えた功績により、下博県伯に進み、行東雍州事をつとめた。烏丸氏の姓を賜った。535年、衛将軍・右光禄大夫の位を受け、爵位は公に進み、車騎大将軍・儀同三司・北雍州刺史に任じられた。宇文泰の征戦に常につき従って、戦功を重ねた。537年、沙苑の戦いに参加して、開府儀同三司・侍中となり、河間郡公に進んだ。河州と渭州のあいだの羌族がたびたび反抗していたが、王徳がかれらを帰順させたため、河州刺史に任じられた。547年、大都督・原霊顕三州五原蒲川二鎮諸軍事となった。548年、涇州刺史に任じられた。涇州で死去した。諡は献といった。
王徳の母は100歳を越え、王徳の死後に亡くなった。王徳の子の王慶は、小名を公奴といい、開府儀同三司となった。

## 伝記資料
- 『周書』巻17 列伝第9
- 『北史』巻65 列伝第53